# Черемшаны (урочище)
Черемша́ны (Черемша́н) — урочище в Хвалынском районе Саратовской области, вблизи города Хвалынск, в долине реки Черемшанка, впадающей в Волгу.
На тюркском Черемшаны означает «чёрный лес». Своё название урочище получило в давние времена, когда глухой лес покрывал склоны гор и подходил вплотную к реке Волге
В 1830-е годы после разорения Иргизских заволжских монастырей большая часть иргизских монахов-старообрядцев переселилась в Хвалынск и его окрестности — глухие места, подальше от властей.
К началу XX века на Черемшане было восемь старообрядческих обителей (шесть белокриницкого, по одному беглопоповского и федосеевского согласий), которые в 1908 году получили статус монастырей. Самым крупным из них был Верхний Свято-Успенский (Серапионов) мужской монастырь белокриницкого согласия.
В 1920-е годы монастыри были закрыты. В 1928 году в урочище начал работать санаторий «Черемшаны 1».
В апреле 2017 года сохранившееся здание Успенской церкви Свято-Успенского Серапионова монастыря было передано в безвозмездное пользование Хвалынской старообрядческой общине Русской православной старообрядческой церкви, ведётся его восстановление.